# Диноршоева, Зарина Мусоевна
Зарина Мусоевна Диноршоева (тадж. Заррина Мусоевна Диноршоева; род. 24 сентября 1968, Душанбе) — востоковед-философ, доктор философских наук (2005), доцент (2005). Лауреат премии Исмоили Сомони (2001), Отличник образования РТ (2013).

## Биография
- 1990 — Окончила ТГУ им. В. И. Ленина;
- 1990—1999 — Младший научный сотрудник Института философии и права Академии наук Таджикистана;
- 1999—2010 — Преподаватель, ст. преподаватель, доцент кафедры философии и политологии Российско-Таджикского (славянского) университета;

С 2011 — зав. кафедры философии и политологии Российско-Таджикского (славянского) университета.

## Научная деятельность
Автор более 35 научных, научно-популярных и научно-методических работ по проблемам истории философии, истории религии, истории общественно-политической мысли мусульманского средневековья и гендера.
В 2000 году защитила кандидатскую диссертацию «Мухаммад ал-Газзали и его отношение к философии» а в 2006 году докторскую диссертацию «Гражданская философия ал-Фараби». Участник Международных конф.: «Духовная культура таджиков в истории мировой цивилизации», посвященной 2700-летию «Авесты» (Душанбе, 2002); «Абу Али Ибн Сино и мировая цивилизация» (Душанбе, 2005).

## Основные публикации
- Мухаммад аль-Газали и его отношение к философии. — Душанбе, 2002;
- Курс лекций по истории религий: Учебное пособие. — Душанбе, 2004;
- Гражданская философия аль-Фараби. — Душанбе, 2006;
- Абу Хамид Мухаммад аль-Газали и его «Опровержение философов» // Газали М. Опровержение философов (в соавт.). — Душанбе, 2008;
- Курс лекций по философии: учеб. пособие. — Душанбе,2010[2].